# Paola Testa
Paola Testa (Lecco, 27 maggio 1969) è un'ex mezzofondista italiana.

## Carriera
Nel 1988 si è piazzata in nona posizione nei Mondiali Juniores nei 3000 metri; nel 1997 ha partecipato agli Europei di corsa campestre, piazzandosi in cinquantaduesima posizione con il tempo di 20'11".

## Campionati nazionali[2]
1984
- 8ª ai campionati italiani allieve, 3000 metri piani

1985
- 5ª ai campionati italiani allieve, 3000 metri piani

1986
- Argento ai campionati italiani juniores di corsa campestre - 11'11"

1987
- Argento ai campionati italiani juniores, 3000 metri piani
- 4ª ai campionati italiani juniores di corsa campestre

1988
- 4ª ai campionati italiani juniores, 1500 metri piani
- Oro ai campionati italiani juniores di corsa campestre - 12'19"

1990
- 15ª ai campionati italiani di corsa campestre - 20'47"

1991
- 14ª ai campionati italiani di corsa campestre - 22'15"

1992
- Oro ai campionati italiani assoluti, staffetta 4x1500 metri - 17'57"13 (in squadra con Caterina Cescofrare, Nicoletta Tozzi e Valentina Tauceri)
- 11ª ai campionati italiani di corsa campestre - 21'47"

1993
- Oro ai campionati italiani assoluti, staffetta 4x800 metri - 8'44"67 (in squadra con Nicoletta Tozzi, Caterina Cescofrare e Fabia Trabaldo)
- 13ª ai campionati italiani di corsa campestre - 20'59"

1994
- Oro ai campionati italiani assoluti, staffetta 4x800 metri - 8'49"11 (in squadra con Marzia Gazzetta, Caterina Cescofrare e Fabia Trabaldo)
- 12ª ai campionati italiani assoluti, 3000 metri piani - 9'36"41
- 20ª ai campionati italiani di corsa campestre

1995
- 13ª ai campionati italiani assoluti, 5000 metri piani - 16'56"19
- Argento ai campionati italiani assoluti indoor, 1500 metri piani

1996
- 5ª ai campionati italiani indoor, 3000 metri piani - 9'40"05
- 21ª ai campionati italiani di maratonina - 1h19'22"
- Bronzo ai campionati italiani di corsa campestre - 25'05"
- 4ª ai campionati italiani di corsa in montagna

1997
- 10ª ai campionati italiani di corsa campestre - 21'04"

1998
- 10ª ai campionati italiani indoor, 3000 metri piani - 9'33"82
- 9ª ai campionati italiani di corsa campestre - 20'33"

1999
- 5ª ai campionati italiani indoor, 3000 metri piani - 9'29"62

2000
- 10ª ai campionati italiani indoor, 3000 metri piani - 9'40"49
- 6ª ai campionati italiani di corsa campestre, cross corto - 14'07"

2012
- Oro ai campionati italiani master di corsa campestre, categoria SF40

## Altre competizioni internazionali
1986
- 9ª al Campaccio ( San Giorgio su Legnano)
- Oro al Campaccio ( San Giorgio su Legnano), gara juniores
- Argento al Cross di Volpiano ( Volpiano) - 13'35"

1987
- Oro al Campaccio ( San Giorgio su Legnano), gara juniores
- Oro al Cross Val di Primiero ( Primiero) - 12'28"

1988
- 15ª alla Cinque Mulini ( San Vittore Olona) - 21'07"
- 7ª al Cross della Vallagarina ( Villa Lagarina) - 16'18"
- 4ª al Cross di Cossato ( Cossato) - 16'38"

1989
- 15ª al Campaccio ( San Giorgio su Legnano) - 15'08"

1990
- Argento al Cross della Vallecamonica ( Darfo Boario Terme)[3]
- 5ª al Cross delle Regioni ( Primiero) - 16'08"
- 5ª al Cross del Sud ( Lanciano) - 15'05"

1991
- 4ª al Cross del Gigante ( Inverigo)

1992
- 16ª alla Cinque Mulini ( San Vittore Olona) - 20'31"
- 9ª al Campaccio ( San Giorgio su Legnano) - 18'10"
- 6ª al Cross del Gigante ( Inverigo) - 19'00"
- Bronzo al Cross delle Regioni ( Primiero) - 16'12"

1993
- 10ª al Cross della Vallagarina ( Villa Lagarina) - 17'16"
- Argento al NCR Cus Trophy ( Milano) - 18'31"

1994
- 13ª al Campaccio ( San Giorgio su Legnano) - 24'22"
- Oro al Cross di Cossato ( Cossato)

1995
- Oro alla Vivicittà ( Brescia)
- 18ª alla Cinque Mulini ( San Vittore Olona) - 22'38"
- Argento al Cross di Cossato ( Cossato)

1996
- 8ª alla Selinunte Run ( Trapani), 16,3 km - 56'41"
- 4ª alla Lamarina ( Lama), 13 km
- 6ª alla Tre Fontane ( Cravegna di Crodo), 3,5 km - 11'43"
- 12ª alla Cinque Mulini ( San Vittore Olona) - 25'05"
- 6ª al Cross di Alà dei Sardi ( Alà dei Sardi) - 19'18"
- 4ª al Cross della Mandria ( Torino) - 23'13"
- Oro al Cross della Cava ( Peschiera Borromeo) - 18'09"
- 5ª al Cross di Cossato ( Cossato) - 16'26"
- 7ª al Cross del Gigante ( Inverigo) - 15'21"

1997
- 8ª al Giro podistico internazionale di Castelbuono ( Castelbuono), 5,6 km - 20'09"
- 11ª alla BOclassic ( Bolzano), 5 km - 17'02"
- 17ª alla Cinque Mulini ( San Vittore Olona) - 18'35"
- 5ª al Cross Internacional del Calzado ( Fuensalida) - 18'59"
- Argento al Cross delle Pradelle ( Domegge di Cadore) - 16'51"
- 4ª al Cross di Cossato ( Cossato)
- 5ª al Cross della Mandria ( Torino)

1998
- 12ª alla BOclassic ( Bolzano) - 16'58"
- 17ª alla Cinque Mulini ( San Vittore Olona) - 19'04"
- 7ª al Campaccio ( San Giorgio su Legnano) - 22'34"
- 7ª al Cross della Vallagarina ( Villa Lagarina) - 16'33"
- 5ª al Cross della Vallecamonica ( Darfo Boario Terme) - 21'53"
- 5ª al Cross del Sud ( Lanciano) - 12'36"
- 6ª al Cross di Priverno ( Priverno)

1999
- 11ª alla Cinque Mulini ( San Vittore Olona) - 18'57"
- 11ª al Cross della Vallagarina ( Villa Lagarina) - 15'56"

2000
- 18ª al Cross della Vallagarina ( Villa Lagarina) - 16'56"

2001
- Oro alla Vivicittà ( Cremona)

2002
- Oro alla Vivicittà ( Cremona)
- 24ª alla Cinque Mulini ( San Vittore Olona) - 22'02"

2003
- 23ª alla Cinque Mulini ( San Vittore Olona) - 21'43"

2007
- Oro al Gir di mont ( Premana), 21 km

2008
- 5ª alla Mezza maratona di Cantù ( Cantù) - 1h23'42"
- Oro al Gir di mont ( Premana), 21 km
- Oro al Trofeo Enervit ( Zerbio)

2009
- Oro alla mezza maratona di Lecco ( Lecco) - 1h22'07"
- Oro alla mezza maratona di Seregno ( Seregno) - 1h23'02"
- Bronzo alla Mezza maratona di Crema ( Crema) - 1h23'50"
- 5ª alla Mezza maratona di Bedizzole ( Bedizzole) - 1h25'09"
- Bronzo alla Moggio-Artavaggio ( Moggio), 4 km - 33'40"

2010
- Oro alla Mezza maratona di Lecco ( Lecco) - 1h18'45"
- Argento alla Mezza maratona di Vigevano ( Vigevano) - 1h21'30"
- Oro alla Mezza maratona di Sirone ( Sirone) - 1h21'40"
- Argento alla Mezza maratona di Oggiono ( Oggiono) - 1h21'45"
- Oro alla Mezza maratona di Annone Brianza ( Annone Brianza) - 1h24'11"
- Oro alla Mezza maratona di Colico ( Colico) - 1h24'26"

2011
- Bronzo alla Mezza maratona sul Brembo ( Treviolo) - 1h24'09"
- Argento alla Resegup ( Lecco), 24 km

2012
- Oro alla Mezza maratona di Cernusco ( Cernusco sul Naviglio) - 1h23'48"